# داویسیل
داویسیل (به انگلیسی: Davicil) با فرمول شیمیایی C6H3Cl4NO2S یک ترکیب شیمیایی با شناسه پاب‌کم 31268 است. که جرم مولی آن ۲۹۴٫۹۷۰ گرم بر مول می‌باشد. 